# Julia Charlotte Richter
Julia Charlotte Richter (* 1982 in Gießen) ist eine deutsche Videokünstlerin.

## Leben
Julia Charlotte Richter studierte Kunst und Englisch für das Lehramt an Gymnasien und Freie Kunst an der Kunsthochschule Kassel bei Bjørn Melhus und an der University of Portsmouth. Das Studium schloss sie 2010 ab und wechselte daraufhin für ein Meisterschüler-Studium bei Corinna Schnitt an die Hochschule für Bildende Künste Braunschweig. Nach ihrem Abschluss als Meisterschülerin wurde Richter 2011 durch ein Residenzstipendium in der Künstlerkolonie Willingshausen gefördert. Im Jahr 2012 war sie Stipendiatin des Stipendiums Junge Kunst in Essen, das vom Kunsthaus Essen und vom Kunstring Folkwang vergeben wird. Gefördert durch das Frauenkulturbüro NRW verbrachte die Künstlerin 2013 ein Austauschstipendium in Tiflis. 2014 erhielt sie ein Arbeitsstipendium der Stiftung Kunstfonds.

## Werk
Jean-Christophe Ammann sieht in ihrem Werk die Verhandlung der Beschaffenheit der menschlichen Existenz. Mit Verweis auf Hans Ulrich Gumbrecht erkennt er dabei auch eine Kritik an einem Gegenwartsbewusstsein, das in der Vergangenheit verhaftet bleibt und in dem es keinen Aufbruch gibt, „sondern eine in Poesie verwobene Melancholie“.

„Immer handeln ihre Filme von Menschen. Das Thema Adoleszenz, von dem verschiedentlich im Zusammenhang mit ihrem Schaffen gesprochen wird, ist eine Metapher für etwas viel Tiefgründigeres: für eine von früh an geprägte fluktuierende Erfahrung, die aus dem Gedächtnis nicht zu bannen ist. Das ist die Spannweite ihres Werks. Sie sondiert Gegenwart in verschiedenen Stadien von Alter und Bewusstsein, zeigt, wie sich die Ebenen – das Sosein, das Verhalten, Wünsche und Begehren – vermischen. Zeigt, wie die Jugend das Erwachsen- werden abwehrt, weil sie die Welt der Erwachsenen als Bedrohung empfindet. Ein konfuser, emotional kontroverser, aber im Verharren angelegter Zustand. Umgekehrt dringt die Erinnerung in den gesättigten oder hyperaktiven Alltag der Erwachsenen: die Erinnerung dessen, was man mal war, dessen, was man auf den Stufen des Erfolgs zu sein glaubt oder glaubte.“

## Ausstellungen
Einzelausstellungen
- 2013 Promised Land, Kunsthaus Essen
- 2011 Learning To Fly, Kunststipendium Willingshausen, Kunsthalle Willingshausen
- 2011 Rehearsal/Stellprobe, Hallenbad – Kultur am Schachtweg, Wolfsburg

Gruppenausstellungen (Auswahl)
- 2014 Transition, AusstellungsHalle / Galerie Anita Beckers, Frankfurt am Main
- 2014 Take For Granted, Kunstraum Düsseldorf
- 2014 Internationales Kurzfilm-Festival Hamburg
- 2014 Freispiel, Galerie vom Zufall und vom Glück, Hannover
- 2013 B3 Biennale des bewegten Bildes, Frankfurt am Main
- 2013 Artisterium VI, Tbilisi Int. Contemporary Art Exhibition, Georgisches Nationalmuseum
- 2013 Looking at the Big Sky, Goethe-Institut, versch. Orte
- 2013 Contemplating Death, Manege Moscow / Goethe-Institut, Russland
- 2013 26. Filmwinter Stuttgart
- 2012 GREENER ON THE OTHER SIDE, versch. Orte
- 2011 Video Folkwang, Screening V, Museum Folkwang, Essen
- 2010 Spiegeltest, Schnittraum, Galerieraum, Hochschule für Bildende Künste Braunschweig
- 2010 Monitoring Medienkunstausstellung, 27. Dokumentarfilm- und Videofest Kassel
- 2008 Platform 5, Kunstverein Hannover
- 2007 Experimentalfilmprogramm, Filmfestival Max-Ophüls-Preis Saarbrücken

## Video-Werke
- 2013 Setting, Videoinstallation (Projektion) – 05:00 min – 2013, Regie, Produktion, Schnitt: Julia Charlotte Richter
- 2013 Promised Land I, Videoinstallation (Projektion) – 07:00 min – 2013, Regie, Produktion, Schnitt: Julia Charlotte Richter
- 2013 Promised Land II – Videoinstallation (Projektion) – 03:50 min – 2013
- 2013 Fish Tank, Videoinstallation (3 Projektionen) – 07:56 min, 2013
- 2011 Learning to Fly, Videoprojektion, 08:45 min, HD, Ton, deutsche Untertitel
- 2011 Das kleine Rotkäppchen, Video, 02:50 min, HD, Ton, englische Untertitel
- 2011 you hear something, Video, 07:45 min, HD, Ton, englische Untertitel
- 2011 Halfway, 1-Channel-Videoprojektion, 06:45 min, Loop,  Ton
- 2010 Down the Rabbit-Hole, Videoinstallation, 1-Kanal Projektion, 06:35 min, Loop, ohne Ton
- 2010 push play (chase the rabbit), 3-Kanal Videoinstallation (3 Bildschirme), 14:00 min, loop, HD, sound, English subtitles, 2010
- 2008 play time, Videoinstallation, 1-Kanal Projektion, 08:40 min, Loop, DV-PAL, Ton
- 2006 Synchronschwimmen (mit Barbara Hirn), Video, 03:00 min, DV-Pal, Ton
- 2005 yellow-mellow, Videoinstallation, 1-Kanal (Bildschirm oder Projektion), Loop, 02:30 min, DV-Pal, Ton